# Зуевское городское поселение
Зуевское городское поселение — муниципальное образование в составе Зуевского района Кировской области России.
Центр — город Зуевка.

## История
1 января 2006 года в соответствии с Законом Кировской области от 07.12.2004 № 284-ЗО образовано Зуевское городское поселение.

## Население
| 2009    | 2010    | 2011    | 2012    | 2013    | 2014    | 2015    |
| ------- | ------- | ------- | ------- | ------- | ------- | ------- |
| 12 149  | ↘11 198 | ↗11 200 | ↘11 150 | ↘11 065 | ↘10 945 | ↘10 834 |
| 2016    | 2017    | 2018    | 2019    | 2020    | 2021    |         |
| ↘10 697 | ↘10 595 | ↘10 447 | ↘10 313 | ↘10 166 | ↘9767   |         |

## Состав городского поселения
В состав поселения входят 1 населённый пункт:
| № | Населённый пункт | Тип населённого пункта        | Население |
| - | ---------------- | ----------------------------- | --------- |
| 1 | Зуевка           | город, административный центр | ↘9767     |